# アントニ・ピオトロフスキー
アントニ・ピオトロフスキー（Antoni Adam Piotrowski、ブルガリア語表記: Антони Пьотровски、Antoni Pyotrovskiとも、 1853年9月7日 - 1924年12月12日）はポーランドの画家、イラストレーターである。19世紀後半に、イギリスやフランスの雑誌の特派員などとしてブルガリアで活動し、ブルガリアの歴史的な事件なども描いた。

## 略歴
ポーランド、シフィェンティクシシュ県のクヌフ(Kunów) の役人の息子に生まれた。1869年からワルシャワで、ヴォイチェフ・ゲルソンに絵を学んだ後、1875年にミュンヘンに移り、ヴィルヘルム・リンデンシュミットに学び、その後、1879年までクラクフの美術学校でヤン・マテイコに学んだ。
1879年にブルガリアに移り、ブルガリアでロンドンの絵入り新聞「グラフィック(The Graphic)」や「イラストレイテド・ロンドン・ニュース」の特派員、イラストレーターになり、フランスの新聞、「イリュストラシオン」や「ル・モンド・イリュストレ」のためにも働くようになった。1885年にパリに戻るが、1885年にセルビア･ブルガリア戦争が始まると、ブルガリア軍に義勇兵として参加し、ブルガリア公国から功労章を受勲した。ブルガリア軍に従軍中に多くの戦争画を描き、後にそれらの作品はブルガリア政府に買い上げられ、現在ソフィアの国立軍事史博物館に収蔵されている。ヨーロッパの各地の新聞にもピオトロフスキの絵は掲載された。
1888年にブルガリア公アレクサンダルの肖像画を描いた。バタクを訪れ、1876年にバタクで、オスマン帝国の非正規兵バシ・ボズクによって引き起こされた虐殺事件、「バタクの虐殺」を描くための準備をした。1892年にこの作品はブルガリア、プロヴディフで開かれた勧業博覧会に展示され、賞をえた。
1900年にポーランドに戻り、ワルシャワに住んだ。1905年に日露戦争の従軍記者として満州で働いた。ワルシャワで没した。

## 作品

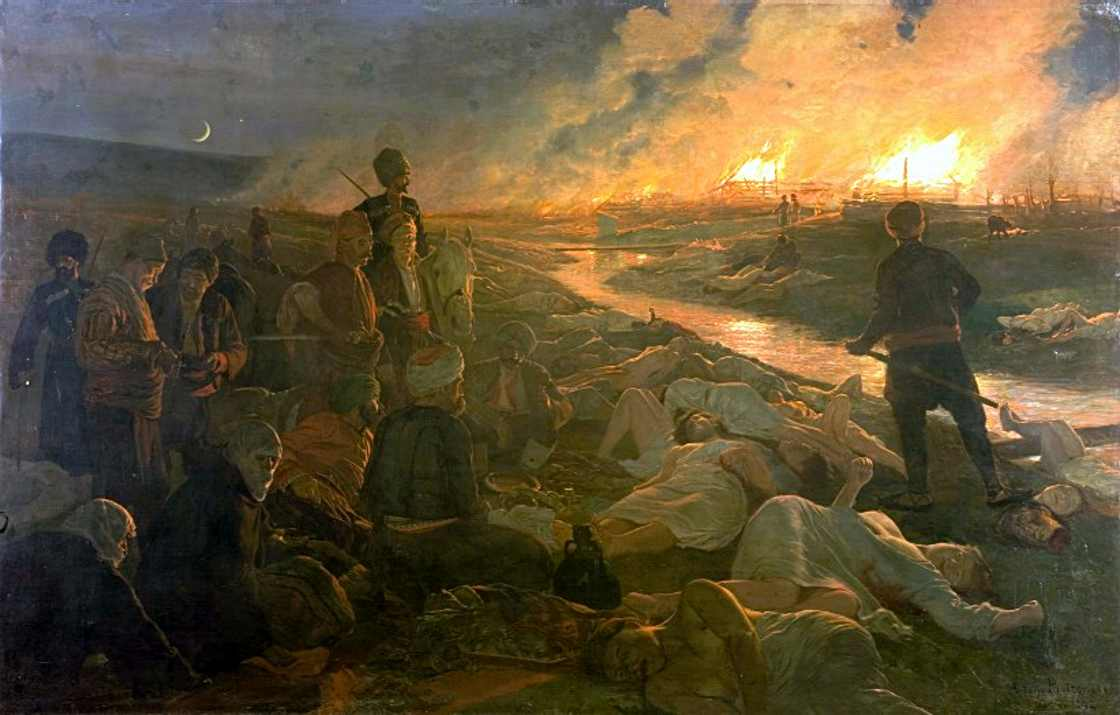
バタクの虐殺 (1889)
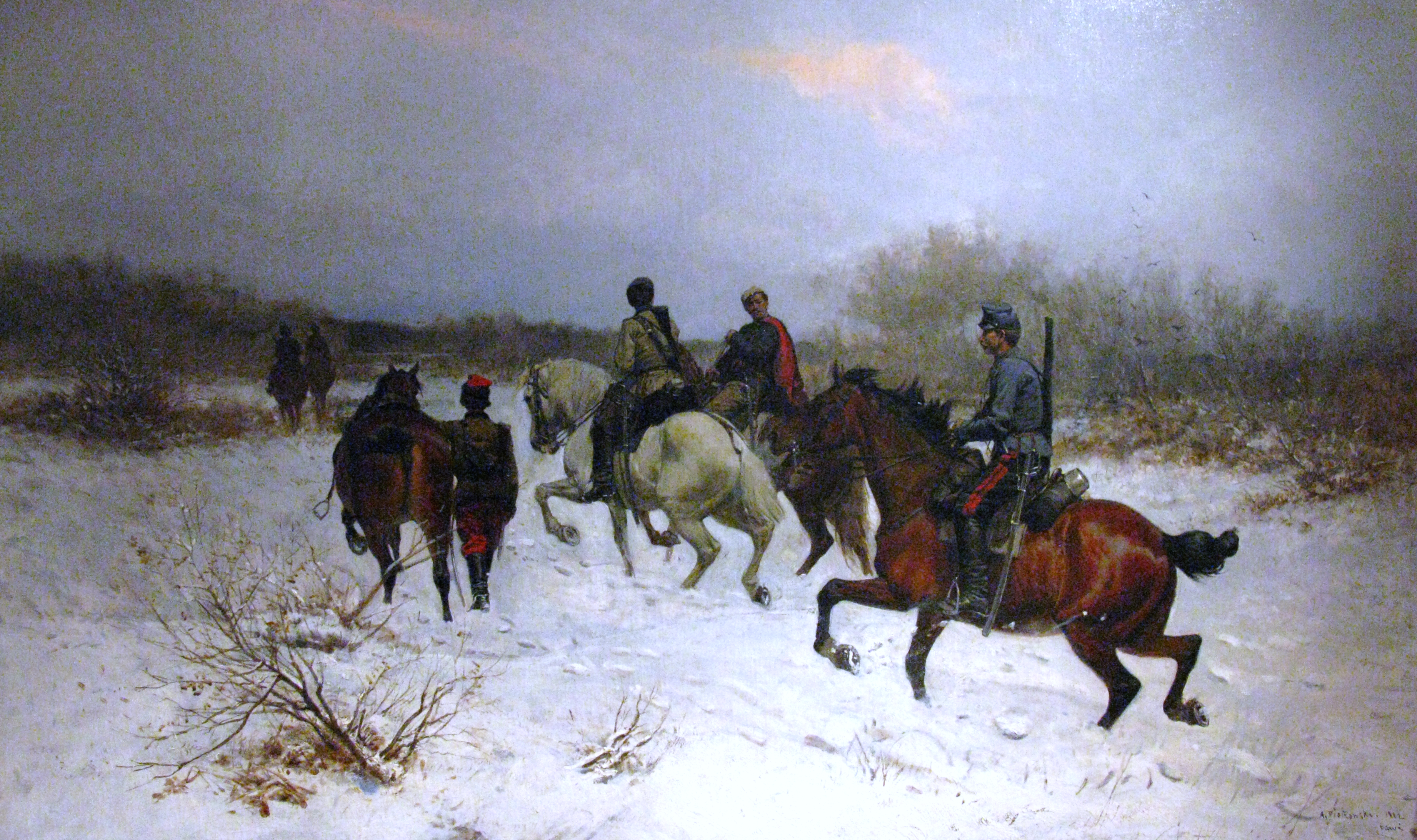
ポーランドの民兵のパトロール(1863)
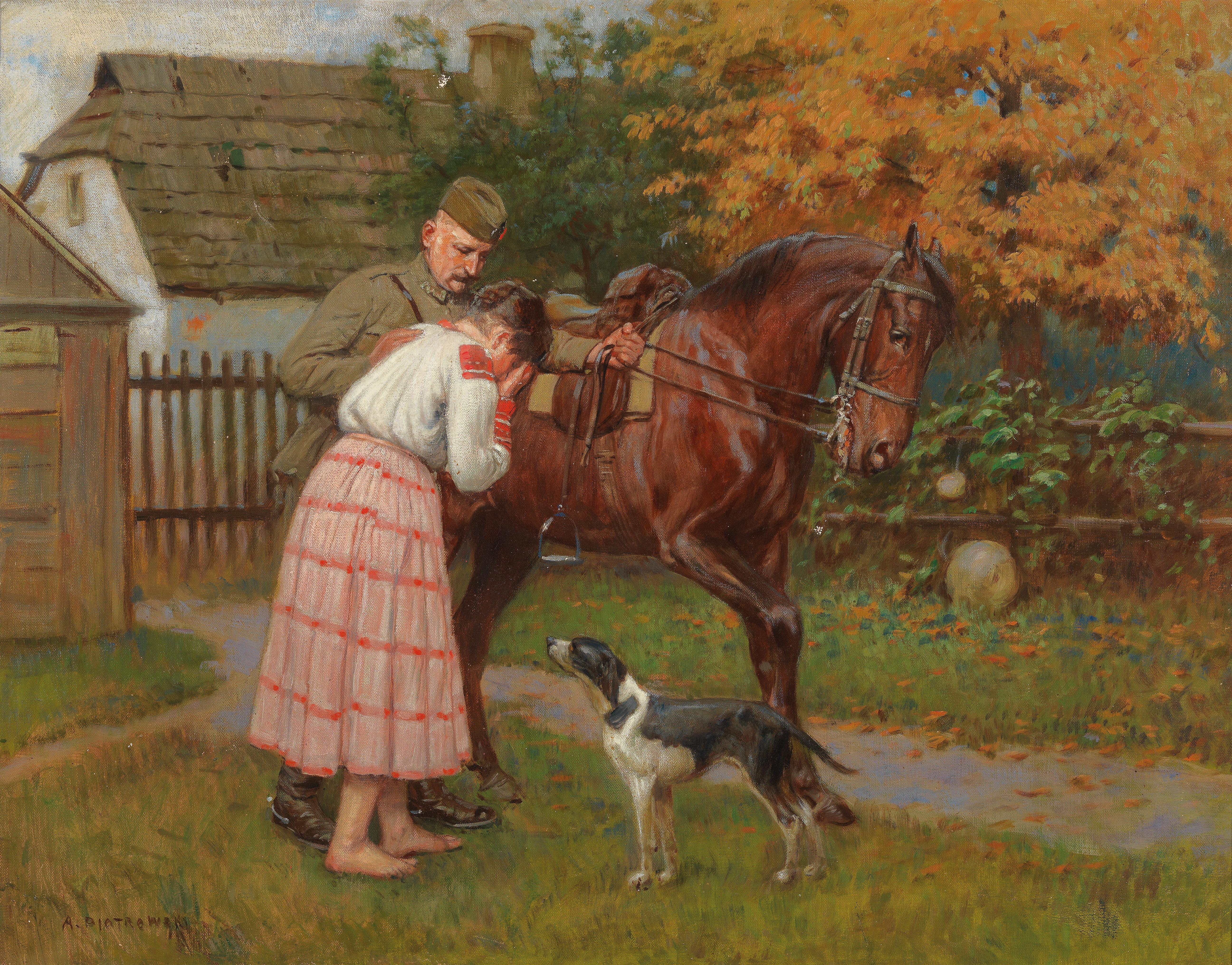
出発
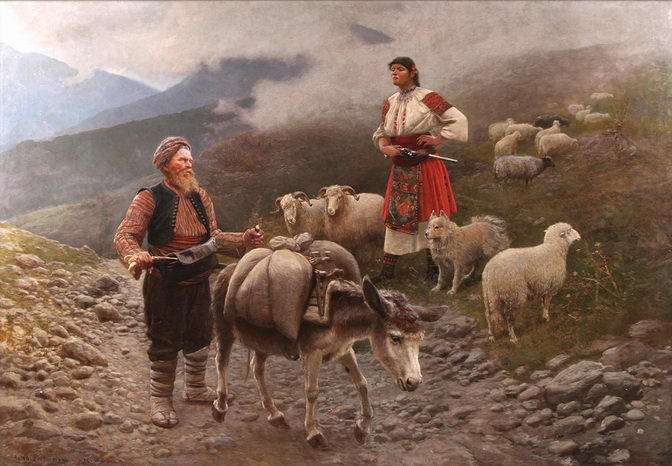
峠での出会い (1896)
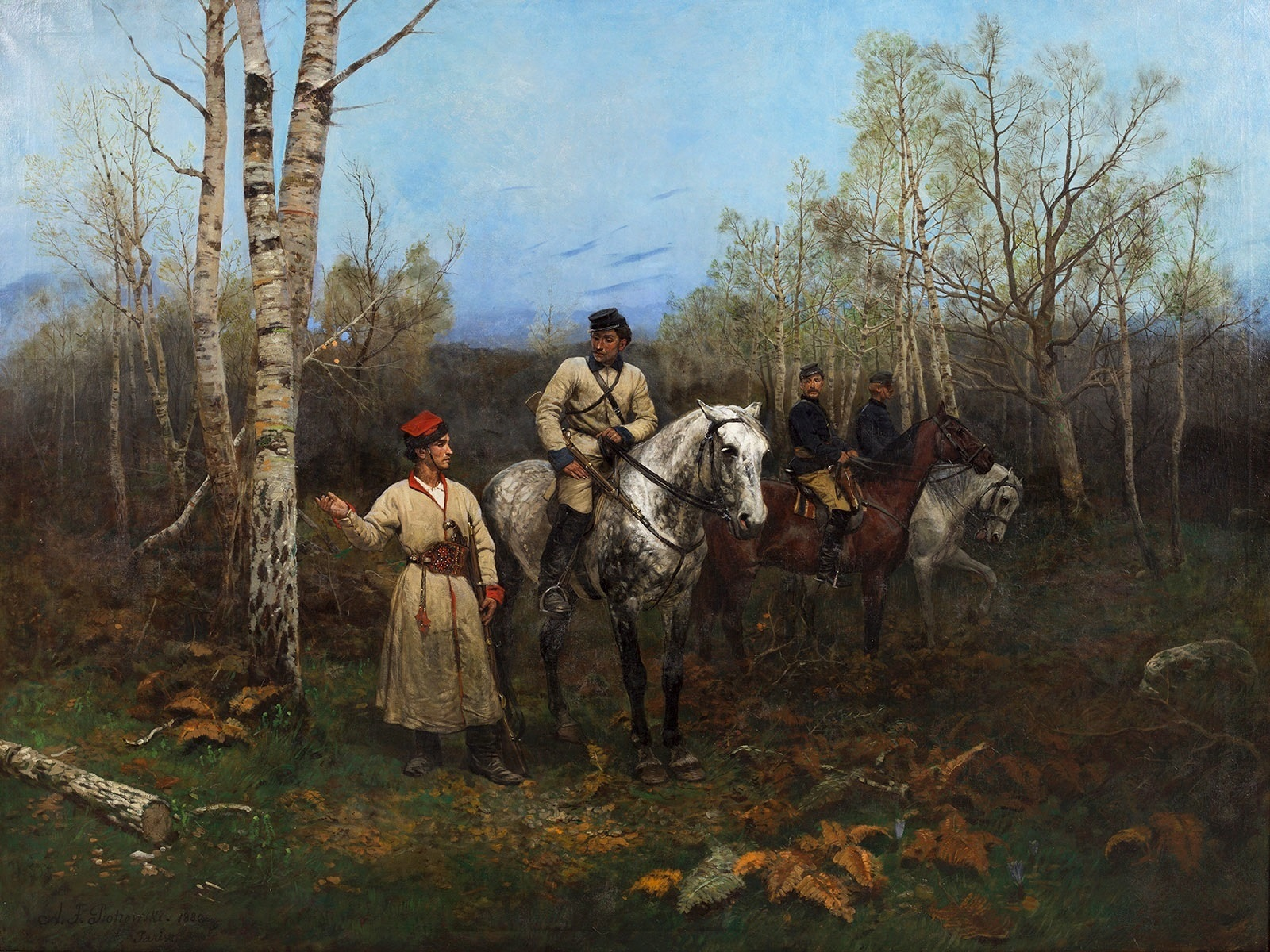
1月蜂起での情景
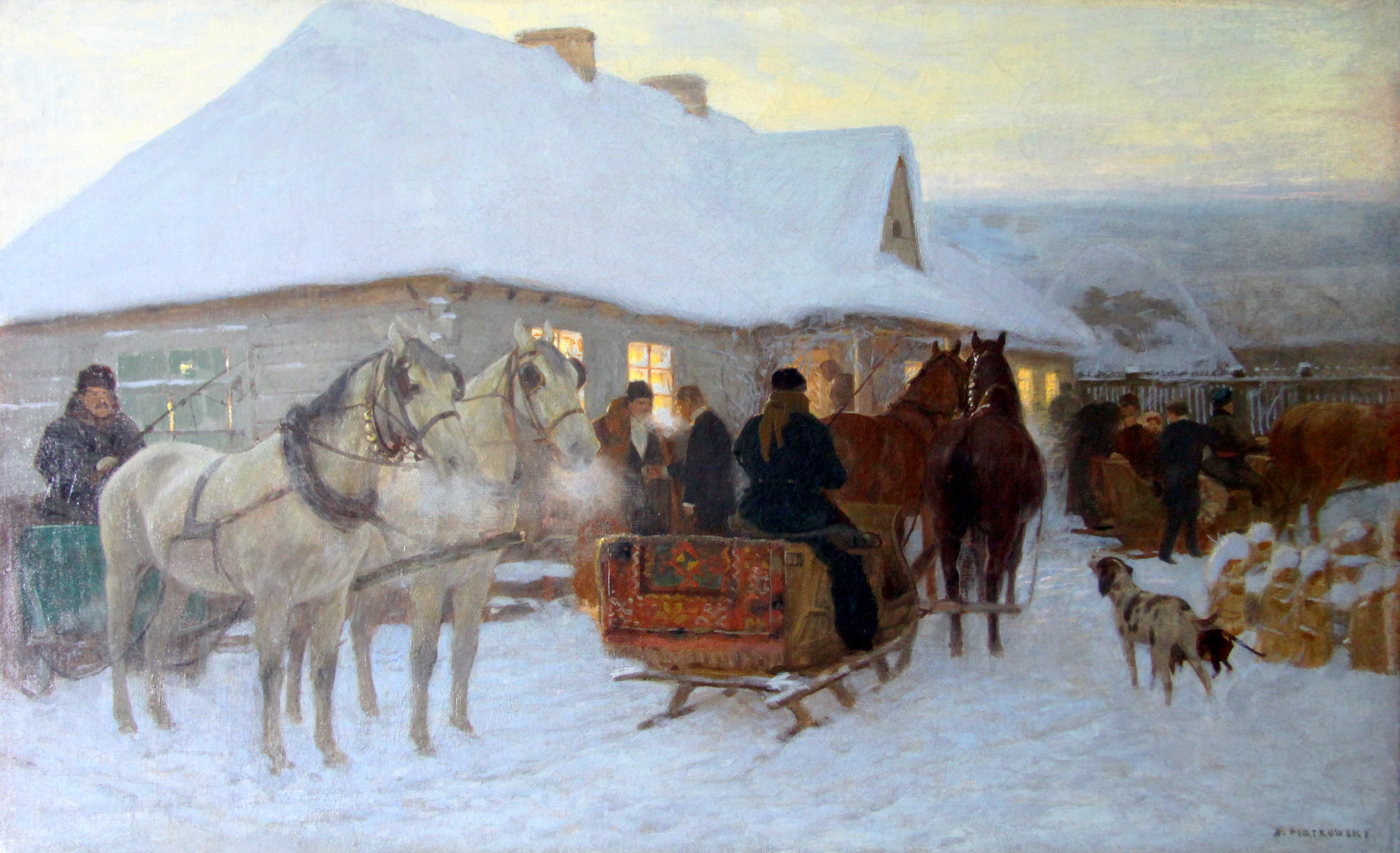
旅館の入り口